# Вперёд (Дагестан)
Вперёд — село в Кизлярском районе Дагестана. Административный центр Впередовского сельсовета.

## География
Село находится у железнодорожной ветки Кизляр — Астрахань, между каналами Кизляр-Каспий и Школьный, на расстоянии 5 км к северу от города Кизляр, административного центра района.

## Население
| 1970 | 1989 | 2002  | 2010  | 2021  |
| ---- | ---- | ----- | ----- | ----- |
| 662  | ↘581 | ↗1278 | ↗1554 | ↗1763 |

### Половой состав
По данным Всероссийской переписи населения 2010 года, в селе проживало 1554 человека (699 мужчин и 855 женщин).

### Национальный состав
По данным Всероссийской переписи населения 2010 года:
| № | Национальность | Численность, чел. | Доля   |
| - | -------------- | ----------------- | ------ |
| 1 | аварцы         | 1460              | 94,0 % |
| 2 | русские        | 46                | 2,9 %  |
| 3 | другие         | 48                | 3,1 %  |